# Anapersis ferax
Anapersis ferax är en insektsart som först beskrevs av O'brien 1986.  Anapersis ferax ingår i släktet Anapersis och familjen Derbidae. Inga underarter finns listade i Catalogue of Life.